# قاي أوليفييه فور
قاي أوليفييه فور (بالفرنسية: Guy Olivier Faure)‏ هو عالم اجتماع فرنسي، ولد في 1943.